# Instituto del Tabaco de la República Dominicana
El Instituto del Tabaco de la República Dominicana (INTABACO) es una entidad pública autónoma del gobierno dominicano, creada mediante la Ley Núm. 5961 del 15 de junio de 1962, con personalidad jurídica y patrimonio propio. Inicialmente establecido en Santo Domingo, fue trasladado en agosto del mismo año a Santiago de los Caballeros, donde permanece su sede técnica y administrativa. Sus funciones principales incluyen promover y regular la producción tabacalera nacional mediante asistencia técnica, capacitación, suministro de insumos, certificación y apoyo a exportaciones, con el objetivo de fortalecer la competitividad del sector.
INTABACO ha sido reformado legislativamente en varias ocasiones: la Ley 165‑01 del 18 de octubre de 2001 le proporcionó estructura orgánica actual y facultades ampliadas, y fue sustituida en parte por la Ley 34‑18 del 20 de agosto de 2018, que vigente establece su régimen institucional actual. La institución desempeña un papel importante en el respaldo a miles de productores (entre ellos más de 3,500) a través del análisis de suelo, asistencia técnica, distribución de plántulas, servicios agrícolas como el arado, certificaciones para exportación e impulso a la industria del tabaco, que aporta más de USD 1,300 millones en exportaciones anuales.

## Historia
El Instituto del Tabaco fue creado mediante la Ley 5961 del 15 de junio de 1962 como institución autónoma con personalidad jurídica y patrimonio propio, inicialmente con sede en Santo Domingo. Poco después, el 2 de agosto de 1962, la Ley 5998 trasladó la institución a Santiago de los Caballeros, ocupando la antigua Mansión de Trujillo en la avenida Juan Pablo Duarte.
En 1991, sus oficinas técnicas y administrativas fueron reubicadas en una nueva edificación construida en los terrenos de la Estación Experimental de Quinigua, en Villa González, Santiago, donde aún funciona su sede principal.
Posteriormente, el INTABACO sufrió importantes reformas legales, entre ellas la Ley 165-01 del 18 de octubre de 2001, que fortaleció su estructura institucional, le confirió nuevas facultades y estableció que sus recursos provinieran de un 8 % del impuesto selectivo al consumo de tabaco y cigarrillos. Posteriormente, la Ley 34-18 del 20 de agosto de 2018 actualizó su marco jurídico, manteniendo su régimen vigente.
La institución mantiene un rol en la promoción del desarrollo tecnológico y competitivo del sector tabacalero, brindando asistencia técnica, capacitación, producción de plántulas, análisis de suelos, control fitosanitario, certificaciones y respaldo a exportaciones. Para 2025, la República Dominicana contaba con 29 zonas tabacaleras en 15 provincias, más de 127 fábricas formales de tabaco y una industria que genera más de 110,000 empleos directos e indirectos, así como exportaciones superiores a los USD 1,300 millones anuales.